# Cottus volki
Cottus volki és una espècie de peix pertanyent a la família dels còtids.

## Hàbitat
És un peix d'aigua dolça, demersal i de clima temperat.

## Distribució geogràfica
Es troba a Rússia.

## Observacions
És inofensiu per als humans.